# メノン (アラコシア太守)
メノン（メノーン、希：Mενων、ラテン文字転記：Menon、? - 紀元前325年）は、マケドニア王アレクサンドロス3世の家臣であり、彼によってアラコシア太守に任じられた人物である。
アレクサンドロス3世の東征中、メノンは王によって紀元前330年にドランガイ人、ガドロソイ人、アラコタイ人の太守に任じられ、歩兵4000と騎兵600と共に残された。紀元前325年にメノンは死に、その地位はシビュルティオスによって引き継がれた。

## 註
1. ↑  アッリアノス, III. 28
2. ↑  クルティウス, VII. 3. 5
3. ↑  アッリアノス, VI. 27
4. ↑  クルティウス, IX. 10. 20